# Deutsche Sprintmeisterschaften 2003
Die 7. Deutschen Sprintmeisterschaften im Rudern wurden 2003 auf dem Werratalsee in Eschwege ausgetragen und vom Eschweger Ruderverein organisiert.
Erstmals wurde ein Mixed-Doppelvierer ausgetragen, der aus jeweils zwei Frauen und Männern bestand. Beim Deutschen Meisterschaftsrudern wurden die Mixed-Wettbewerbe erst 2019 eingeführt. Insgesamt wurden in diesem Jahr in zehn Bootsklassen Medaillen vergeben, davon sechs bei den Männern und drei bei den Frauen. Der Vierer ohne Steuerfrau fiel wie bereits im Vorjahr aus, auch der Zweier ohne Steuerfrau wurde abgesagt. Die Rennen wurden über eine Distanz von 400 Metern ausgetragen.

## Medaillengewinner

### Männer
| Bootsklasse            | Gold | Silber | Bronze |
| ---------------------- | --- | --- | --- |
| Einer                  | Andreas Trzenschiok (Gießener RC Hassia) | Sebastian Wenzel (RV Waldsee 1900) | Helger Schader (Frankfurter RG Germania) |
| Doppelzweier           | RG Ghibellinia Waiblingen Jürgen Schmid Jan Widmann | RC Witten Holger Düchting Carsten Schüler | TSV Bremervörde Nils Rüdiger Baade Franz Winulf Baade |
| Zweier ohne Steuermann | RV Friedrichshafen Björn Spaeter Manuel Strauch | RG Treis-Karden 1969 Manuel Nollen Marc Rippel | RC Hansa Dortmund Stephan Berger Gerald Piper |
| Doppelvierer           | RV Nienburg Sebastian Flögel Patric Mull Christoph Wesemeier Sebastian Tatzko                                                                                | Frankfurter RG Germania Wolf Bussian Simon Eckhardt Boris Hillen Alexandre Spicq                                                                             | RG Speyer 1883 Peter Faber Peter Gärtner Nils Seibert Lars Seibert                                                                                               |
| Vierer mit Steuermann  | RV Kurhessen-Cassel Jan Hubrich Jonas Hüppe Simon Hüppe Timo Siebert Marie Kalinowski (Stf.)                                                                 | PSV Bremen Eike-Christian Müller Lennart Piontek Bert Repschläger Sebastian Tapken Dev Wijekoon (Stm.)                                                       | Gießener RG 1877 Paul Dienstbach Stefan Flos Felix Heimann Jonathan Koch Erik Hüttenberger (Stm.)                                                                |
| Achter                 | Heidelberger RK 1872 Burkhard Hahn Lars Henning Johannes Hermes Jens Klein Dirk Marterer Wolfgang Walter Andreas Wirsieg Hans Winter Katharina Fricke (Stf.) | RV Kurhessen-Cassel Matthias Engelke Jan Hubrich Simon Hüppe Jonas Hüppe Oliver Quickert Andreas Riemann Timo Siebert Dennis Ziegler Marie Kalinowski (Stf.) | PSV Bremen Jens Große Phillip Kaiser Marcus Machmüller Eike-Christian Müller Lennart Piontek Bert Reepschläger Björn Sommer Sebastian Tapken Dev Wijekoon (Stm.) |

### Frauen
| Bootsklasse  | Gold                                                                                   | Silber                                                                              | Bronze                                                                             |
| ------------ | -------------------------------------------------------------------------------------- | ----------------------------------------------------------------------------------- | ---------------------------------------------------------------------------------- |
| Einer        | Meike Evers (Ratzeburger RC)                                                           | Sybille Exner (RC Ernestinum-Hölty Celle)                                           | Yvonne Schiek (RC Aken)                                                            |
| Doppelzweier | Ratzeburger RC Meike Evers Marita Scholz                                               | Rendsburger RV Janet Radünzel Gunda Reimers                                         | RC Hansa Dortmund Vanessa Benthaus Christine Wulfert                               |
| Doppelvierer | Ludwigshafener RV von 1878 Anja Hannöver Sandra Schnitzer Evelyn Siegert Karin Stephan | Regensburger RV von 1898 Esther Dingeldey Eva Häußler Titie Jordache Tina Schreiber | RC Hansa Dortmund Vanessa Benthaus Jocelyn Slawinski Kathrin Welzel Sabine Wulfert |

### Mixed
| Bootsklasse  | Gold                                                                           | Silber                                                                               | Bronze                         |
| ------------ | ------------------------------------------------------------------------------ | ------------------------------------------------------------------------------------ | ------------------------------ |
| Doppelvierer | Neusser RV Susanne Angenendt Sebastian Fürst Kristina Heinrichs Norbert Schmid | RC Hansa Dortmund Vanessa Benthaus Nermin Kamaric Christian Ruhnau Jocelyn Slawinski | Keine weiteren Boote am Start. |